# Homozygota
Homozygota – organizm posiadający identyczne allele danego genu (np. aa lub AA) w chromosomach. Homozygoty wytwarzają zawsze gamety jednakowego typu – identyczne pod względem materiału genetycznego (danej cechy). Homozygotyczność może dotyczyć jednego, kilku lub nawet wszystkich genów w organizmie. Wyróżnia się dwa rodzaje homozygot:
- homozygota dominująca – sytuacja, gdy oba allele danego genu są dominujące (zapis np. AA); osobnik może być homozygotą dominującą względem większej liczby genów, np. AABBCCDD (poczwórna homozygota dominująca);
- homozygota recesywna – sytuacja, gdy oba allele danego genu są recesywne (zapis np. aa); osobnik może być homozygotą recesywną względem większej liczby genów, np. aabbccdd (poczwórna homozygota recesywna).